# Heinrich Schäfer
Johan Heinrich Schäfer (Berlim, 29 de outubro de 1868 - Hessisch Lichtenau, 6 de abril de 1957) foi um egiptólogo alemão. Schäfer pertenceu à geração dos pesquisadores egiptológicos de Eduard Meyer (1855-1930), Sir Flinders Petrie (1853-1942), Sir Alan Gardiner (1879-1963), Alexandre Moret (1868-1938) e Adolf Erman (1854-1937) e seus estudantes Ludwig Borchardt (1863–1938) e Kurt Sethe (1869–1934).

## Vida
Henry Schaefer cresceu em Berlim e transformou o ginásio Royal Wilhelms de 1887 em High School. Ainda na escola, ele visitou as coleções do Museu Egípcio em Berlim e foi autodidata em conhecimentos básicos de egiptologia. Heinrich Schäfer estudou então egiptologia e filologia clássica em Berlim com Adolf Erman. Em 1892 ele recebeu seu doutorado e, em seguida, completou o serviço militar. A partir de 1888, Schäfer foi assistente de pesquisa em Erman, no departamento egípcio dos Museus Reais de Berlim. Em seguida, ele passou de assistente a professor, depois Diretor titular e, finalmente, de 1914 a 1935, diretor do departamento egípcio dos Museus do Estado em Berlim. Ele interrompeu seu trabalho científico no museu para várias viagens de pesquisa ao Egito. Em 1921 foi eleito membro correspondente da Academia de Ciências de Göttingen.

## Viagens de pesquisa
De outubro de 1898 a março de 1899, ele esteve envolvido na escavação do santuário do sol em Abusir e em escavações em Ihnâsja. Em seguida, ele empreendeu uma viagem para a segunda catarata no rio Nilo de outubro de 1899 a abril de 1901. De junho de 1908 a abril de 1909, ele participou da expedição da Academia de Berlim para resgatar os relevos e inscrições dos templos de Philae e da Baixa Núbia, que estavam ameaçados pelo congestionamento do Nilo. De outubro de 1911 a abril de 1912, ele esteve envolvido na expedição da Academia de Viena para pesquisar a língua núbia e, em 1925, Schäfer viajou pela primeira vez pelo Egito e depois para Philae. Ele visitou o Egito pela última vez em 1937.
Heinrich Schäfer alcançou reconhecimento internacional por suas realizações científicas e morreu aos 87 anos em Hessisch Lichtenau, em Hessen.

## Literatura
- Andreas Wagner: Schäfer, Johann Heinrich. In: Neue Deutsche Biographie (NDB). Band 22, Duncker & Humblot, Berlin 2005, ISBN 3-428-11203-2, S. 507 f. (Digitalisat).
- Andreas Wagner: Heinrich Schäfer (Ägyptologe). In: Biographisch-Bibliographisches Kirchenlexikon (BBKL). Band 8, Bautz, Herzberg 1994, ISBN 3-88309-053-0, Sp. 1518–1531.